# Agomadaranus bihumeratus
Agomadaranus bihumeratus es una especie de coleóptero de la familia Attelabidae.

## Distribución geográfica
Habita en Birmania, India y Nepal.